# アパッチの怒り
『アパッチの怒り』（Taza, Son of Cochise）は1954年のアメリカ合衆国の西部劇映画。ダグラス・サーク監督の作品で、出演はロック・ハドソンなど。

## キャスト
※括弧内は日本語吹替（テレビ版）
- ターザ：ロック・ハドソン（広川太一郎）
- ウーナ：バーバラ・ラッシュ（杉山佳寿子）
- バーネット大尉：グレッグ・パーマー（仁内達之）
- ナイーチェ：レックス・リーズン[注釈 1]（柴田秀勝）
- 長老グレイ・イーグル：モリス・アンクラム（千葉耕市）
- ハマ軍曹：ジョー・ソーヤー
- ウィリス中尉：ランス・フラー
- コチーズ：ジェフ・チャンドラー[注釈 2]
- ナレーター：ラッセル・ジョンソン[注釈 2]
- ヒュー・オブライエン[注釈 2]

## スタッフ
- 監督：ダグラス・サーク
- 製作：ロス・ハンター
- 脚本：ジョージ・ザッカーマン
- 原案：ジェラルド・ドレイソン・アダムズ
- 撮影：ラッセル・メティ
- 編集：ミルトン・カルース
- 音楽：フランク・スキナー